# Stanwick
Stanwick è un villaggio e una parrocchia civile nel Northamptonshire (Inghilterra), ubicato a circa 15 miglia a nord-est di Northampton. Si pensa che l'area fosse abitata almeno dagli inizi dell'Età del Ferro. Fu nei pressi di questo luogo che attorno al 70 i Romani sconfissero i Briganti.